# 人工鱼礁

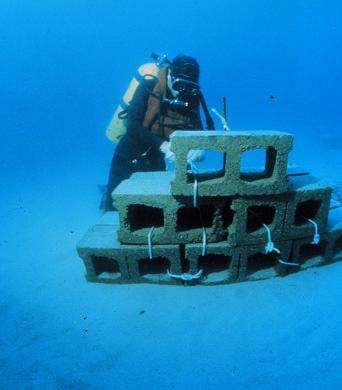
混凝土砖制成的人工渔礁

人工魚礁（又作人工漁礁）是一種人為的海底堆積物。它利用人工材料沉入海底，利用其聚集鱼群的能力，保护和增殖渔业资源。但是也有人認為人工魚礁將會破壞原有的生態環境，成為生態殺手。
可用的材料有廢棄鋼鐵船、輪胎、水泥電線桿、石頭、木材，甚至特製的人工魚礁材料。也有一些国家将废弃的坦克和装甲车来造礁。

## 注意事項
- 禁止捕撈
- 建礁點原來應沒有珊瑚礁、養殖區，未受污染，且要避免有船隻經常出入的地方，以減少風浪。
- 若採用廢棄船隻、車輛當作人工魚礁，要先把裡面的潤滑油燃料油等有害物質清乾淨。

## 图片

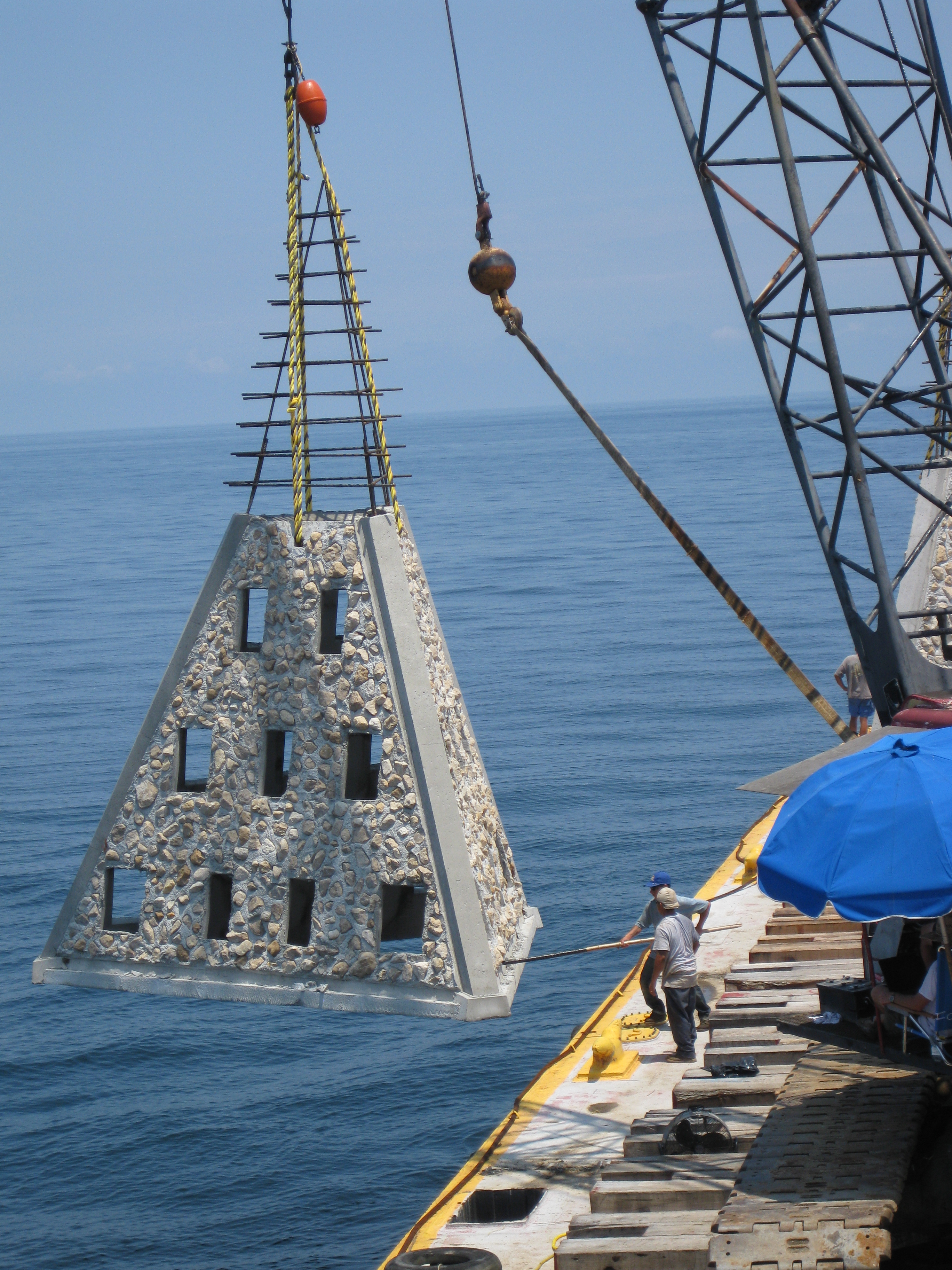
安放中的人工鱼礁
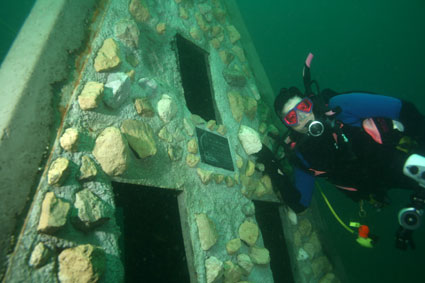
安放完毕的人工鱼礁
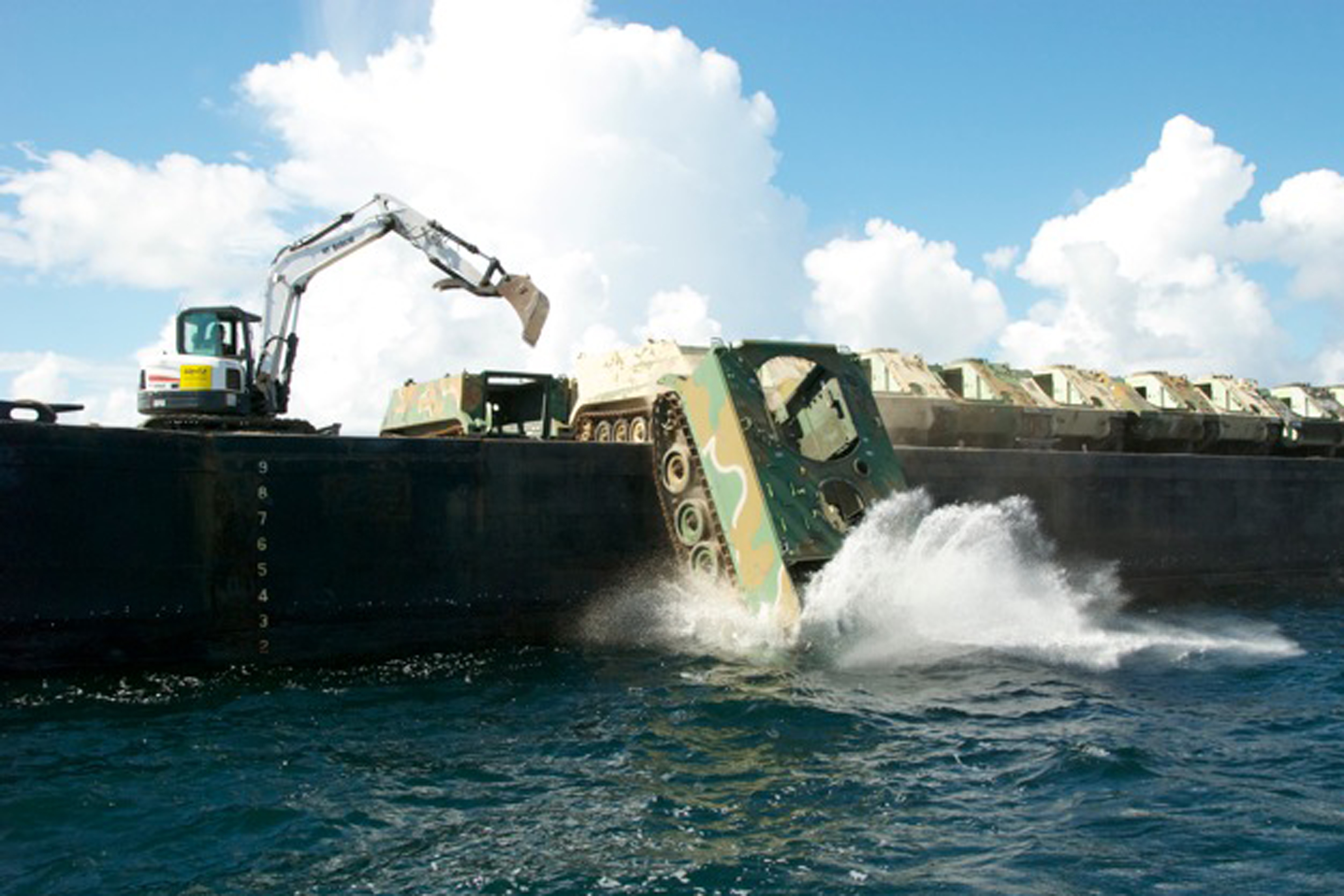
利用装甲车辆制作人工鱼礁

## 外部連結
- 香港人工魚礁計劃